# Župnija Krašnja
Župnija Krašnja je rimskokatoliška teritorialna župnija dekanije Domžale nadškofije Ljubljana.